# Poppers

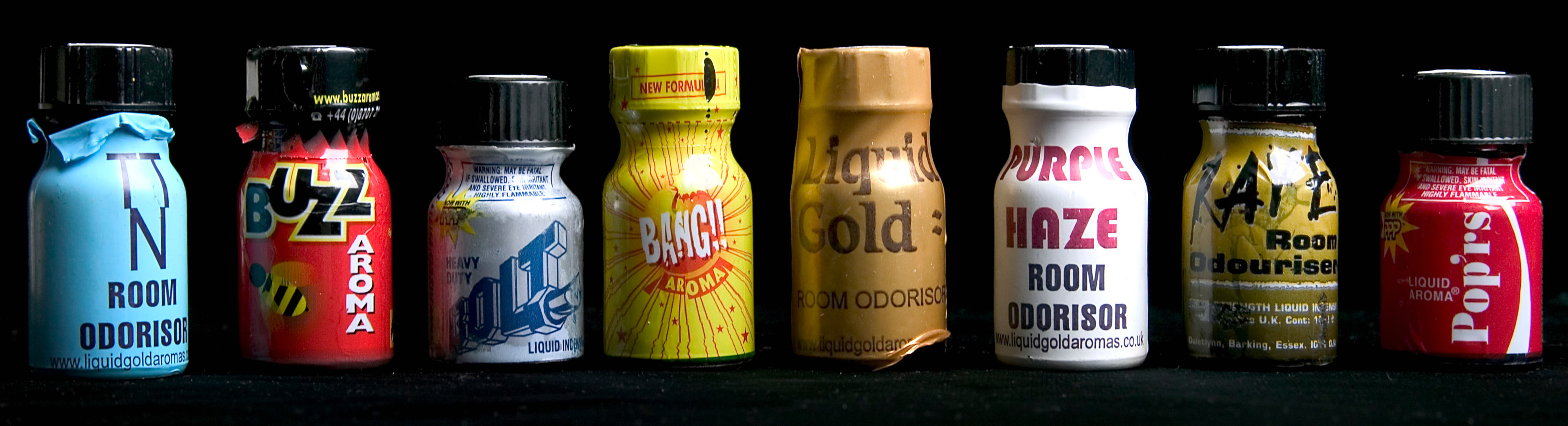
Poppersflaskor på rad.

Poppers är gatutermen för diverse alkylnitriter som tas i rekreationssyfte genom direkt inhalering, särskilt amylnitrit, butylnitrit och isobytulnitrit. Amylnitrit har historiskt används som medicin för att behandla kärlkramp och som ett motmedel mot cyanidförgiftning. Amylnitrit och flera andra alkylnitriter som används i vardagliga produkter såsom doftspray och rensningskassetter kan inhaleras för att öka sexuell njutning. Produkterna har länge varit en del av klubbkulturen från 1970-talet till rave-kulturen på 1980- och 1990-talet.

## Historia
Amylnitrit tillverkades första gången 1857, och 1867 beskrevs dess effekt vid behandling av kärlkramp genom att relaxera glatt muskulatur, utvidga blodkärl och därmed minska blodtrycket.[källa behövs] I dag används den nästan aldrig i detta syfte eftersom det finns bättre och effektivare läkemedel för behandling av kärlkramp. Den enda kvarvarande medicinska indikationen i Sverige är som antidot mot cyanidförgiftning.[källa behövs]
På 1960-talet började vissa människor sniffa poppers för att öka den sexuella upphetsningen och för att öka upplevelsen på dansgolvet. Drogen administrerades tidigt genom små glasampuller som virades i en gasbinda. Ampullen bröts itu inuti gasbindan och den flyktiga amylnitrititen kunde inhaleras. Ampullberedningen fick den populära benämningen "popper" av att ampullen gav ifrån sig ett poppande ljud då den bröts. Ordet poppers är ett namn hämtat från det engelskans språkets motsvarighet.

## Juridiska aspekter
Amyl- eller butylnitrit är inte upptagna i den svenska narkotikalagstiftningen. Det är dock förbjudet att sälja eller importera dessa ämnen på grund av läkemedelslagen.

## Effekt
Poppers har en kraftig och snabb blodkärlsvidgande effekt när den inhaleras genom näsan, traditionellt genom att hålla poppersflaskan mot ena näsborren medan man blockerar den andra samtidigt som man andas in kraftigt genom näsan. Effekten är omedelbar men kortvarig, endast någon minut. Poppers är inte beroendeframkallande, men många upplever en "kick" av att sniffa. Känslointrycken, däribland orgasmen förstärks, analsex kan underlättas och sociala barriärer brytas ned.[källa behövs]

## Hälsoeffekter
Höga doser av nitriter kan ge den ovanliga störningen methemoglobinemi vilket ger en onormalt hög halt av methemoglobin i blodet, vilket i sin tur kan leda till anemi och hypoxi. Störningen uppkommer oftare bland folk som har en genetisk tendens mot störningen. Det har föreslagits att intag av Viagra kombinerat med nitriter kan leda till en allvarlig nedgång i blodtryck vilket i sin tur kan leda till medvetslöshet, stroke eller hjärtattack. Eftersom poppers ökar trycket i ögat tar brukare med glaukom en större risk när de använder poppers.
Det har också varnats för att poppers kan försvaga immunsystemet, men skadan repareras inom ett par dagar efter användandet. Andra risker är bland annat brännmärken om preparatet spills på hud, medvetslöshet, huvudvärk, och röda eller kliande utslag runt näsan eller munnen.
Det debatteras fortlöpande om det finns en länk mellan poppers och antingen AIDS eller HIV-infektion eller en AIDS-relaterad cancer kallad Kaposis sarkom. Flera forskare har visat på ett statistiskt samband mellan poppers-användande och HHV-8-infektion och utveckling av Kaposis sarkom. Den mest nyligen utgivna översikten över hälsoriskerna kombinerade med poppers noterar en avsaknad av kontrollerade test. Sambandet kan därför anses ha sitt ursprung i det faktum att många poppersanvändare har ett riskabelt sexualliv.
Ansedda läkemedelssidor såsom onlineversionen av Merck Manual of Diagnosis and Therapy rapporterar fortsatt att det finns föga bevis för stora risker i samband med inhalering av alkylnitriter. Under 2006 publicerade Londons The Independent en artikel vid namn "Drugs: the real deal". I artikeln visades det att med grund i vetenskapliga bevis och i relation till skada mot individen och samhället, så bedömdes "poppers" utgöra ett ringa hot mot individer eller samhället.